# Sorbeoconcha
A Sorbeoconcha az állatok (Animalia) országában, a puhatestűek (Mollusca) törzsében a csigák (Gastropoda) osztályának egyik csoportja.

## Rendszerezés
A rendbe az alábbi alrendek, öregcsaládok és családok tartoznak.

### Cerithiimorpha
A Cerithiimorpha alrendbe 3 öregcsalád tartozik
- Campaniloidea – 2 család
  - Campanilidae
  - Plesiotrochidae

- Cerithioidea – 30 család
  - Batillariidae
  - Brachytremidae
  - Canterburyellidae – kihalt
  - Cassiopidae
  - Dárdacsigák (Cerithiidae)
  - Dialidae
  - Diastomidae
  - Eoptychiidae
  - Eustomidae
  - Faxiidae
  - Lavigeriidae
  - Litiopidae
  - Maoraxidae – kihalt
  - Melanopsidae
  - Egyfogú csigák (Modulidae)
  - Pachychilidae
  - Pachymelaniidae
  - Pareoridae
  - Pianaridae
  - Apálycsigák (Planaxidae)
  - Potamididae
  - Procerithiidae
  - Pseudamaurinidae
  - Scaliolidae
  - Syrnolopsidae
  - Tenagodidae
  - Terebrellidae
  - Thiaridae
  - Tornyoscsigák (Turritellidae)
  - Turritellopsidae

- Spanionematoidea – 2 család
  - Spanionematidae
  - Stephanozygidae

### Hypsogastropoda
A Hypsogastropoda alrendbe az alábbi alrendágak, öregcsaládok és családok tartoznak
- Littorinimorpha alrendág – 15 öregcsalád tartozik az alrendághoz
  - Calyptraeoidea – 2 család
    - Süvegcsigák (Calyptraeidae)
    - Isospiridae

  - Capuloidea – 2 család
    - Sapkacsigák (Capulidae)
    - Trichotropidae

  - Carinarioidea – 4 család
    - Atlantidae
    - Carinariidae
    - Pterosomatidae
    - Pterotracheidae

  - Cingulopsoidea – 3 család
    - Cingulopsidae
    - Eatoniellidae
    - Rastodentidae

  - Cypraeoidea – 3 család
    - Porceláncsigák (Cypraeidae)
    - Inviidae
    - Tojáscsigák (Ovulidae)

  - Ficoidea – 2 család
    - Fügecsigák (Ficidae)
    - Thalassocyonidae

  - Laubierinoidea – 2 család
    - Laubierinidae
    - Pisanianuridae

  - Littorinoidea – 7 család
    - Aciculidae
    - Particsigák (Littorinidae)
    - Pickworthiidae
    - Szárazföldi ajtóscsigák (Pomatiasidae)
    - Purpurinidae
    - Skeneopsidae
    - Zerotulidae

  - Naticoidea – 2 család
    - Ampullinidae
    - Fúrócsigák (Naticidae)

  - Rissooidea – 22 család
    - Adeorbidae
    - Anabathridae
    - Assimineidae
    - Barleeidae
    - Vízicsigák (Bithyniidae)
    - Caecidae
    - Calopiidae
    - Elachisinidae
    - Emblandidae
    - Epigridae
    - Falsicingulidae
    - Hydrobiidae
    - Hydrococcidae
    - Iravadiidae
    - Istrianidae
    - Pomatiopsidae
    - Rissoidae
    - Sadlerianidae
    - Stenothyridae
    - Tornidae
    - Truncatellidae
    - Vitrinellidae

  - Stromboidea – 8 család
    - Pelikánláb csigák (Aporrhaidae)
    - Colombellinidae
    - Pugnellidae
    - Seraphidae
    - Szárnyascsigák (Strombidae)
    - Struccláb csigák (Struthiolariidae)
    - Thersiteidae
    - Zitteliidae

  - Tonnoidea – 6 család
    - Varangycsigák (Bursidae)
    - Sisakcsigák (Cassidae)
    - Perissityidae
    - Personidae
    - Ranellidae
    - Hordócsigák (Tonnidae)

  - Vanikoroidea – 3 család
    - Haloceratidae
    - Hipponicidae
    - Vanikoridae

  - Velutinoidea – 6 család
    - Pediculariidae
    - Pseudosacculidae
    - Triviidae
    - Velutinidae
    - Vermetoidea
    - Féregcsigák (Vermetidae)

  - Xenophoroidea – 3 család
    - Guttulidae
    - Lamelliphoridae
    - Kagylógyűjtő csigák (Xenophoridae)

- Neogastropoda alrendág – 7 öregcsalád tartozik az alrendághoz
  - Buccinoidea – 7 család
    - Kürtcsigafélék (Buccinidae)
    - Galambcsigák (Columbellidae)
    - Csavarcsigák (Fasciolariidae)
    - Körtecsigák (Melongenidae)
    - Nassariidae
    - Turbinellidae

  - Cancellarioidea 2 család
    - Cancellariidae
    - Paladmetidae

  - Conoidea – 8 család
    - Clavatulidae
    - Kúpcsigák (Conidae)
    - Drilliidae
    - Pseudomelatomidae
    - †Speightiidae – kihalt
    - Strictispiridae
    - Nyilascsigák (Terebridae)
    - Tündércsigák (Turridae)

  - Muricoidea – 2 család
    - Coralliophilidae
    - Tüskéscsigák (Muricidae)

  - Olivoidea
  - Pseudolivoidea

- Ptenoglossa alrendág – 5 főcsalád tartozik az alrendághoz
  - Epitonioidea
  - Eulimoidea – 1 család
    - Eulimidae

  - Janthinoidea – 3 család
    - Aclididae
    - Epitoniidae
    - Tutajcsigák (Janthinidae)

  - Triphoroidea – 4 család
    - Cerithiopsidae
    - Sherborniidae
    - Triforidae
    - Triphoridae

## Megjelenésük a szépirodalomban
- A Ptenoglossa alrendágba tartozó Janthina genus könnyed nyelvezetű, mérsékelten tudományos bemutatása olvasható Móra Ferenc Monte-carlói típusok című elbeszélésében (megjelent a Túl a Palánkon című kötetben).